# Nostradamus (bier)
Nostradamus is een Belgisch bier van hoge gisting.
Het bier wordt sinds 2000 gebrouwen in Brasserie Caracole te Falmignoul.
Het is een bruin bier met een alcoholpercentage van 9%.